# Великий Двор (Міньковське сільське поселення)
Великий Двор (рос. Великий Двор) — присілок у складі Бабушкінського району Вологодської області, Росія. Входить до складу Міньковського сільського поселення.

## Населення
Населення — 185 осіб (2010; 235 у 2002).
Національний склад (станом на 2002 рік):
- росіяни — 98 %